# (22442) Blaha
(22442) Blaha (1996 TM9) – planetoida z grupy pasa głównego asteroid okrążająca Słońce w ciągu 3,25 lat w średniej odległości 2,19 j.a. Odkryta 14 października 1996 roku.